# المصنان (ذي السفال)

تعديل مصدري - تعديل

المصنان محلة تابعة لقرية قحمان، التابعة لعزلة ذي الحود ومعاين بمديرية ذي السفال إحدى مديريات محافظة إب في الجمهورية اليمنية، بلغ تعداد سكانها 29 حسب تعداد اليمن لعام 2004.